# Bahnhof Weilburg
Der Bahnhof Weilburg ist ein Bahnhof in der mittelhessischen Stadt Weilburg. Der Bahnhof liegt an der Lahntalbahn. Von 1890 bis 1988 zweigte an der benachbarten Abzweigstelle Gensberg außerdem die Weiltalbahn Richtung Weilmünster ab.

## Geschichte
Erbaut wurde der Bahnhof Weilburg zunächst als Endbahnhof der Lahntalbahn im Zuge der Eröffnung der Teilstrecke zwischen den Bahnhöfen Limburg (Lahn) und Weilburg, welche am 14. Oktober 1862 in Betrieb genommen wurde.
Am 1. November 1891 wurde die Weiltalbahn bis Weilmünster eingeweiht. Nachdem die Fortsetzung bis Usingen am 1. Juni 1909 in Betrieb ging, konnten die Züge – zeitweise auch Eilzüge – von Weilburg bis Frankfurt am Main durchfahren. Weilburg wurde zum Verkehrsknotenpunkt und Umsteigebahnhof. Diese Verbindung endete, als am 27. September 1969 der Personenverkehr zwischen Weilmünster und Weilburg eingestellt wurde. Auf diesem Teilstück wurde noch bis zum 30. Januar 1988 Güterverkehr im Übergabeverfahren betrieben. Danach verlor der Bahnhof Weilburg seine Funktion als Knotenpunkt im Güterverkehr.
Vor dem Hessentag in Weilburg 2005 wurde der Mittelbahnsteig im Weilburger Bahnhof erneuert und behindertengerecht umgebaut. Der zusätzliche Behelfsbahnsteig zum Hessentag wurde anschließend wieder entfernt.
Im Rahmen des Bauprogramms „ESTW Untere Lahntalbahn“ wurden die vorhandenen Stellwerke im Oktober 2024 durch zentrale Stellwerke in der Betriebszentrale ersetzt.

## Anlage

### Empfangsgebäude
Das denkmalgeschützte Empfangsgebäude wurde als spätklassizistischer Bau von Heinrich Velde konzipiert und ähnelt den Bahnhofsgebäuden von Leun/Braunfels und Diez, die ebenfalls aus seinen Entwürfen entstammen. Zwischen giebelständigen, erhöhten Kopfbauten befindet sich ein traufständiger Trakt mit vorgelagerter Pultdachhalle, die nach der Zerstörung im Krieg vereinfacht wieder errichtet wurde. Die Gesimsbänder sowie die Giebel verfügen über Schmuckmotive.

### Lokomotivschuppen
Anlässlich der Eröffnung der Weiltalbahn wurde am Weilburger Bahnhof ein Lokomotivschuppen mit Drehscheibe errichtet. Die Gebäude wurden in den 1980er Jahren abgerissen. Auch der einstige Güterbahnhof ist bis auf vier Gleise größtenteils abgebaut.

### Eisenbahntunnel
Direkt hinter dem Weilburger Bahnhof schließt sich der 302 m lange Weilburger Eisenbahntunnel an. Dieser gehört neben einem Straßen- und einem Schiffstunnel zu dem so genannten „Weilburger Tunnelensemble“.

## Anbindung
Der Bahnhof befindet sich im Tarifgebiet des Rhein-Main-Verkehrsverbundes (RMV).

### Bahn
Der Bahnhof wird täglich im Stundentakt von Regionalbahnen der Relation Limburg (Lahn)–Weilburg–Wetzlar–Gießen (teilweise weiter nach Alsfeld/Fulda) bedient. Betreiber war bis Dezember 2011 die Deutsche Bahn AG. Seit dem Fahrplanwechsel 2011/2012 am 11. Dezember 2011 werden die RB-Leistungen auf diesem Abschnitt der Lahntalbahn von der Hessischen Landesbahn GmbH (HLB) durchgeführt. Eingesetzt werden hierfür Triebwagen vom Typ Alstom Coradia Lint 41 (DB-Baureihe 648). Die Regional-Express-Züge der DB (RE 25) der Relation Koblenz Hbf – Limburg (Lahn) – Weilburg – Wetzlar – Gießen halten zweistündlich im Weilburger Bahnhof. Für die RE-Leistungen werden Triebwagen vom Typ Alstom Coradia Lint 27 und Lint 41 (Baureihen 640 und 648) sowie Bombardier Talent (Baureihe 643) eingesetzt. Teilweise enden werktags Regionalzüge der HLB auch in Weilburg. Seit Dezember 2021 verkehrt noch die Linie RE24 mit einem 120-Minuten-Takt auf der Relation Weilburg – Gießen. In Wetzlar besteht Anschluss an den IC 34 Frankfurt – Dortmund bzw. Frankfurt – Münster (– Norddeich).
| Linie | Verlauf | Takt    | Betreiber      |
| ----- | --- | ------- | -------------- |
| RE 24 | Lahntalbahn: Gießen – Wetzlar – Weilburg Stand: Fahrplanwechsel Dezember 2021 | 120 min | HLB Hessenbahn |
| RE 25 | Lahn-Eifel-Bahn: Koblenz Hbf – Niederlahnstein – Bad Ems – Nassau (Lahn) – Diez – Limburg (Lahn) – Weilburg – Wetzlar – Gießen Stand: Fahrplanwechsel Dezember 2021 | 120 min | DB Regio Mitte |
| RB 45 | Lahntalbahn/Vogelsbergbahn: Limburg (Lahn) – Eschhofen – Kerkerbach – Runkel – Villmar – Arfurt (Lahn) – Aumenau – Fürfurt – Gräveneck – Weilburg – Löhnberg – Stockhausen (Lahn) – Leun/Braunfels – Solms – Albshausen – Wetzlar – Dutenhofen (Kr Wetzlar) – Gießen – Gießen Licher Straße – Großen Buseck – Reiskirchen (Kr Gießen) – (Saasen – Göbelnrod –) (zweistdl) Grünberg – (Lehnheim –) (zweistdl) Mücke (Hess) – (Nieder-Ohmen –) (zweistdl) Burg- und Nieder-Gemünden – Ehringshausen (Oberhess) – Zell-Romrod – Alsfeld (Oberhess) – Lauterbach (Hess) Nord – Angersbach – Bad Salzschlirf – Großenlüder – Oberbimbach – Fulda Stand: Fahrplanwechsel Dezember 2021 | 60 min  | HLB Hessenbahn |

### Bus
Auf dem Bahnhofsvorplatz befindet sich ein Busbahnhof mit mehreren Bussteigen. Hier fahren Regional- und Stadtbusse in die umliegenden Städte, Dörfer und Gemeinden im Lahntal und im Hochtaunus.